# 里奥-迪加利尼亚什
里奥-迪加利尼亚什是葡萄牙波尔图区的一个堂区。总面积1.78平方公里，总人口1841人，人口密度1034.3人/平方公里。